# Kildeport Station
Kildeport Station er en tidligere station på Gribskovbanen hvor vejen mellem Gadevang og Nødebo krydser sporet, mellem den nuværende Slotspavillonen Station og Gribsø Station. Kildeport station blev nedlagt 30. maj 1999.